# Західна Антарктида

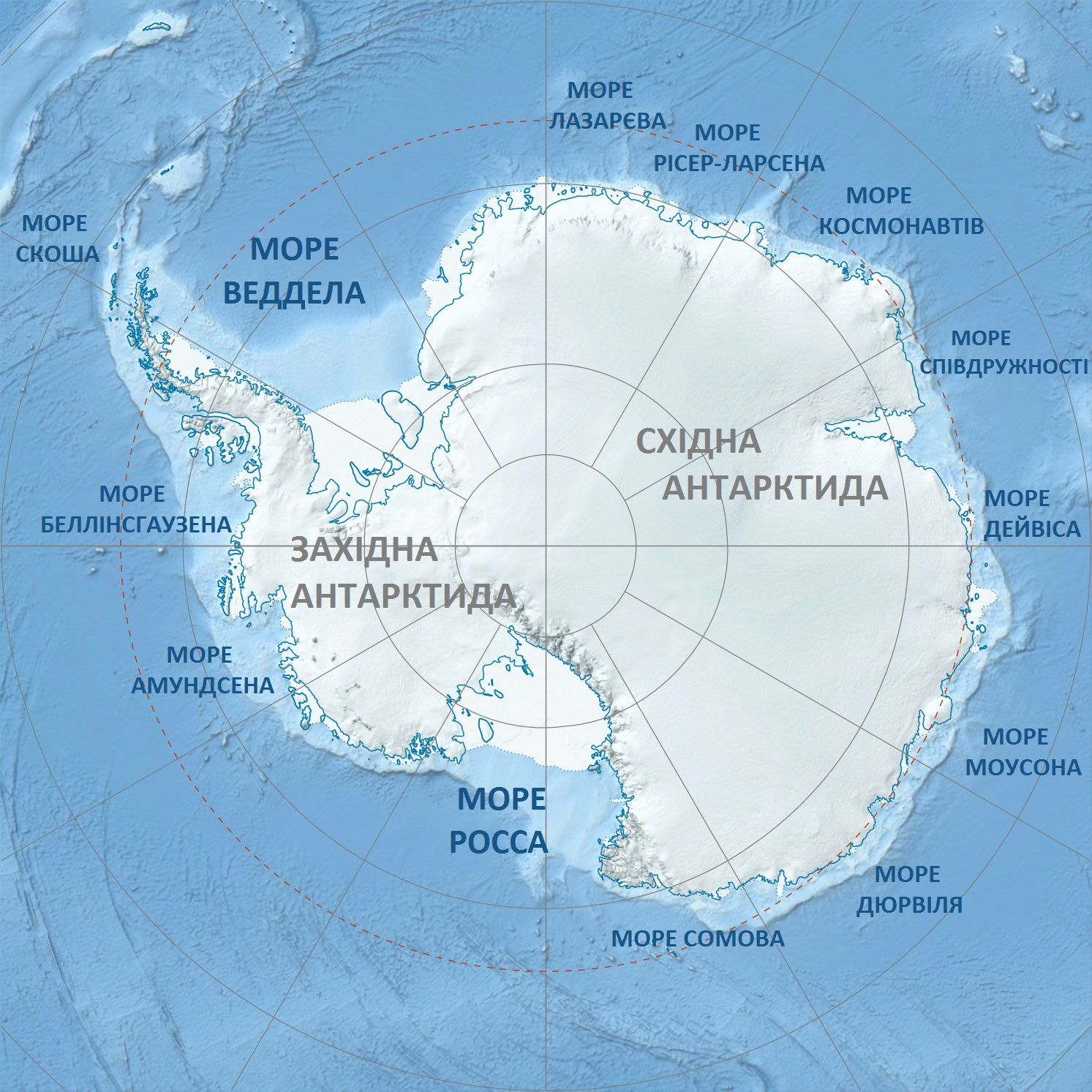
Західна Антарктида ліворуч

Західна Антарктида, або Мала Антарктида — один з двох основних регіонів Антарктиди, є частиною континенту, що лежить в межах Західної півкулі, включаючи Антарктичний півострів. Вона відокремлена від Східної Антарктиди Трансантарктичними горами і покрита Західно-Антарктичним льодовиковим щитом.

## Місцезнаходження та опис
Розташована на Тихоокеанському боці Трансантарктичних гір, Західна Антарктида має у своєму складі Антарктичний півострів (Земля Греяма і Земля Палмера) і Земля Елсворта, Земля Мері Берд і Земля Едуарда VII, острів Аделейд, і шельфові льодовики, зокрема, Шельфовий льодовик Фільхнера на морі Ведделла, і шельфовий льодовик Росса в морі Росса. Західна Антарктида відокремлюється від континенту акваторіями морів Росса і Ведделла, і нагадує гігантський півострів, який тягнеться приблизно від Південного полюса до південного краю Південної Америки.
Назва існує вже понад 100 років (Балх, 1902; Норденшельд, 1905), але широкого розголосу надбала після Міжнародного геофізичного року (1957—1958) та досліджень, що підтвердили — Трансантарктичні гори є межею між Західною і Східною Антарктидою.
Західну Антарктиду частково покриває Західно-Антарктичний льодовиковий щит. В останні десятиліття цей крижаний покрив зазнав часткового танення.

## Антарктична тундра Меріландії
Частини Західної Антарктиди не покриті льодом (антарктичні оази), як і узбережжя Антарктичного півострова є Меріландською тундрою (назва по Землі Мері Берд) Ця область має найм'якіший клімат в Антарктиді, ґрунт вільний від снігу в літні місяці покритий мохом і лишайниками, хоча погода, навіть у літні місяці вельми холодна, і вегетаційний період дуже короткий.